# Victoria Line
Victoria Line es una línea del metro de Londres, que aparece en color azul claro en los mapas. Esta línea, construida con túneles profundos, recorre la ciudad desde el sur hasta el noreste. Fue construida en las décadas de 1960 y 1970 para aliviar la congestión existente en otras líneas, particularmente la Piccadilly. Por ello, su diseño se realizó procurando la mayor cantidad posible de transbordos con las otras líneas, pero manteniendo suficiente distancia entre las estaciones para que los trenes pudieran circular con velocidad. La línea sólo cuenta con una estación (Pimlico) desde la que no se pueden realizar intercambios con alguna otra línea de metro o de tren.
Muchas de las estaciones de la línea fueron diseñadas para permitir un rápido intercambio con las otras líneas, con la técnica llamada intercambio por andenes cruzados, por la que, en esencia, un mismo andén es compartido por dos líneas; una línea para en uno de los laterales del andén y la otra línea para en el otro lateral. En algunas estaciones de la línea esto se ha logrado colocando los andenes de la línea Victoria en el exterior de la estación existente; en otras estaciones la línea Victoria utiliza los andenes antiguos y la línea que anteriormente utilizaba la estación pasa a ocupar nuevos andenes. En la estación de Euston, aunque los trenes de la línea Victoria (andén norte) y los del ramal Bank de la línea Northern utilizan andenes adyacentes, van en direcciones opuestas, lo que conlleva algo de confusión. Otros intercambios por andenes cruzados se pueden ver en Stockwell (con la línea Northern), Oxford Circus (con la línea Bakerloo), Highbury & Islington (con First Capital Connect, entonces conocida como Northern City Line) y Finsbury Park (con la línea Piccadilly). Hay una conexión desde la estación de Seven Sisters hacia el garaje en Northumberland Park.
La frecuencia de los trenes es de entre dos minutos y dos minutos y medio en horas punta. Durante las horas normales, todos los trenes circulan entre Brixton y Seven Sisters; aproximadamente dos de cada tres trenes llegan hasta Walthamstow Central.

## Trenes
La línea Victoria cuenta con una flota de 43 trenes, todos ellos de la serie de 1967. Cada tren cuenta con dos unidades de cuatro coches cada uno. La línea está equipada con un sistema de operación automática de trenes; el operador del tren (conductor) se limita a cerrar las puertas y pulsar un par de botones de "inicio" y, si la vía está despejada, el sistema automático conducirá el tren a una velocidad segura hasta la siguiente estación, donde lo detendrá. La línea cuenta con este sistema desde su inauguración en 1968, por lo que fue el primer ferrocarril automatizado del mundo.
La serie de 1967 ha sido sustituida dentro de los planes de Transport for London para modernizar la línea. Los nuevos vehículos pertenecen a la serie de 2009, construidos por Bombardier Transportation. Los primeros prototipos serán construidos en 2006 y probados en 2008; están entrando en servicio desde 2009 hasta 2012. Dentro de este plan también se sustituirá el actual sistema automático de señalización y conducción por uno más actual creado por Westinhouse Rail Systems.

## Estaciones
- Walthamstow Central, abierta el 1 de septiembre de 1968.
- Blackhorse Road, abierta el 1 de septiembre de 1968.
- Tottenham Hale , abierta el 1 de septiembre de 1968.
- Seven Sisters, abierta el 1 de septiembre de 1968.
- Finsbury Park, abierta el 1 de septiembre de 1968.
- Highbury & Islington, abierta el 1 de septiembre de 1968.
- King's Cross St. Pancras, abierta el 1 de diciembre de 1968.
- Euston, abierta el 1 de diciembre de 1968.
- Warren Street, abierta el 1 de diciembre de 1968.
- Oxford Circus, abierta el 7 de marzo de 1969.
- Green Park, abierta el 7 de marzo de 1969.
- Victoria Station, abierta el 7 de marzo de 1969 (estación de ferrocarril).
- Pimlico, abierta el 14 de septiembre de 1972.
- Vauxhall, abierta el 23 de julio de 1971.
- Stockwell, abierta el 23 de julio de 1971.
- Brixton , abierta el 23 de julio de 1971.

## Inauguración
La primera sección abierta de la línea unía las estaciones de Walthamstow Central y Highbury & Islington. No se realizó ningún tipo de inauguración oficial; directamente el 1 de septiembre de 1968 empezó a trabajar siguiendo los horarios previstos para cualquier otro día. El primer tren abandonó Walthamstow Central a las 6:30 de la mañana, en dirección a Highbury & Islington.
La inauguración oficial se realizó en la estación Victoria Station una vez que toda la línea fue abierta hasta Brixton en 1971.